# David Hammerstein Mintz
David Hammerstein Mintz (Los Angeles, 23 settembre 1955) è un politico spagnolo.
Eletto al Parlamento europeo nelle file del Partito Socialista Operaio Spagnolo per il movimento ecologista Los Verdes, ha fatto parte della Commissione Industria, ricerca e energia e della Commissione Petizioni, divenendo successivamente il rappresentante a Bruxelles di TACD (think tank coordinato da Consumers International) con riguardo alla proprietà intellettuale.

## Cronologia
- 1973-1978: Laurea in sociologia (University of California)
- 1991-1999: Insegnante di economia e geografia della scuola secondaria (a Godella)
- 1999-2003: Consulente ambientale
- 1998-2003: Portavoce di Els Verds del País Valencià (Verdi di Valencia)
- 2000-2004: Portavoce internazionale di Los Verdes (Verdi spagnoli)
- 2000-2004: Delegato spagnolo presso la Federazione Europea dei Partiti Verdi
- 2004-2009: Europarlamentare per Los Verdes